# Calculadora (Windows)
Calculadora es una calculadora virtual presente en todos los sistemas operativos de Microsoft Windows.
La calculadora ha sido un componente de Microsoft Windows desde su primera versión (Windows 1.0), el modo estándar viene por defecto, que permite realizar operaciones de cálculos de aritmética. También existe el modo científico, que contiene logaritmos, conversiones de la base numérica, operaciones lógicas, radiantes, grados y grados centesimales. También ofrece soporte para las funciones estadísticas. 

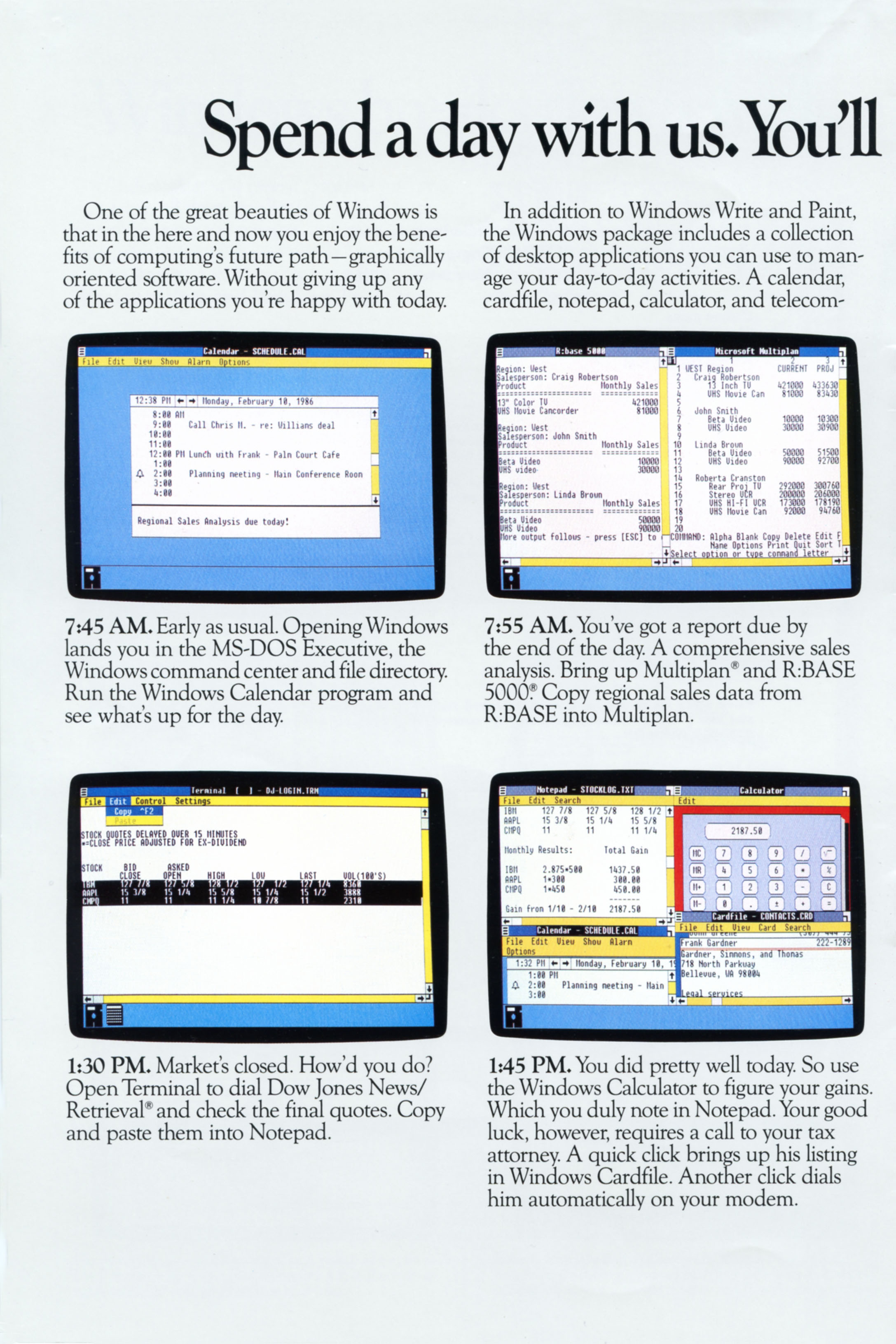
Folleto de Windows 1.0, en el que se puede apreciar la inclusión de la calculadora (abajo a la derecha).

El 6 de marzo de 2019 Microsoft liberó el código fuente en su repositorio de GitHub, bajo la licencia MIT, pasando por tanto a ser software libre.

## Calculadora plus
Calculadora plus es una aplicación separada para usuarios de Windows XP y Windows Server 2003 que agrega un modo de 'conversión' en la versión de Windows XP. Calculator Plus de Microsoft, una elegante herramienta para soluciones matemáticas, ahora está actualizada y disponible. Procese números sin problemas con esta fuente confiable, asegurando que su versión de Windows se mantenga actualizada.
El modo 'conversión' puede ayudar en la conversión de monedas y en la de unidades. Las tasas de cambio de moneda se actualizaban con el Banco Central Europeo.